# Giro de Lombardía 1992
El Giro de Lombardía 1992, la 86.ª edición de esta clásica ciclista, se disputó el 17 de octubre de 1992, con un recorrido de 242 km con principio y final en Monza. El suizo Tony Rominger consiguió imponerse en la línea de llegada. Los italianos Claudio Chiappucci y Davide Cassani acabaron segundo y tercero respectivamente.

## Clasificación final
| Posición | Ciclista           | Equipo                 | Tiempo     |
| -------- | ------------------ | ---------------------- | ---------- |
| 1        | Tony Rominger      | CLAS-Cajastur          | 6h 07' 50" |
| 2        | Claudio Chiappucci | Carrera Jeans-Vagabond | + 41"      |
| 3        | Davide Cassani     | Ariostea               | + 2' 50"   |
| 4        | Raúl Alcalá        | PDM-Concorde           | + 5' 15"   |
| 5        | Rolf Sørensen      | Ariostea               | + 6' 53"   |
| 6        | Beat Zberg         | Helvetia-La Suisse     | + 7' 22"   |
| 7        | Udo Bölts          | Telekom-Merckx         | m. t.      |
| 8        | Bo Hamburger       | TVM-Sanyo              | + 7' 32"   |
| 9        | Davide Rebellin    | GB-MG Boys Maglificio  | + 7' 44"   |
| 10       | Stephen Hodge      | ONCE                   | m. t.      |